# Associação Vôlei Bauru 2023-2024
Questa voce raccoglie le informazioni riguardanti l'Associação Vôlei Bauru nella stagione 2023-2024.

## Stagione
L'Associação Vôlei Bauru utilizza la denominazione sponsorizzata Sesi Vôlei Bauru nella stagione 2023-24.
Partecipa alla Superliga Série A classificandosi al quinto posto in regular season: ai play-off scudetto viene eliminato ai quarti di finale dal Praia Clube in tre gare, ottenendo quindi un quinto posto finale. Viene eliminato ai quarti di finale anche in Coppa del Brasile, in questo caso eliminato dal Fluminense.
A livello internazionale è di scena al campionato sudamericano per club, dove viene sconfitto in semifinale dalle connazionali del Praia Clube, prima di conquistare la finale per il terzo posto contro le peruviane del Regatas Lima. Ottiene un altro terzo posto anche in ambito locale, eliminato in semifinale dal Pinheiros, perdendo al golden set, nel Campionato Paulista. 

## Organigramma societario
Area direttiva
- Presidente: Reinaldo Mandaliti

Area tecnica
- Allenatore: Marcos Miranda
- Secondo allenatore: Cássio Pereira
- Preparatore atletico: Vinicius Giorni

Area medica
- Fisioterapista: Sérgio Borin

## Rosa
| N° | Nome              | Ruolo | Data di nascita   | Nazionalità sportiva |
| -- | ----------------- | ----- | ----------------- | -------------------- |
| 1  | Lyara Medeiros    | P     | 19 settembre 1996 | Brasile              |
| 2  | Letícia Hage      | C     | 9 settembre 1990  | Brasile              |
| 3  | Danielle Lins     | P     | 5 gennaio 1985    | Brasile              |
| 4  | Aline Mossmann    | S     | 24 febbraio 1995  | Brasile              |
| 5  | Milena Miranda    | S     | 13 giugno 2000    | Brasile              |
| 6  | Edinara Brancher  | O     | 1º febbraio 1996  | Brasile              |
| 7  | Larissa Gongra    | C     | 7 luglio 1991     | Brasile              |
| 8  | Franciane Richter | O     | 12 ottobre 1997   | Brasile              |
| 9  | Mayhara da Silva  | C     | 9 aprile 1989     | Brasile              |
| 10 | Maiara Basso      | S     | 3 gennaio 1996    | Brasile              |
| 11 | Karina Barbosa    | S     | 30 novembre 1998  | Brasile              |
| 12 | Gabriela Cândido  | S     | 22 maggio 1996    | Brasile              |
| 14 | Juliana Perdigão  | L     | 5 aprile 1991     | Brasile              |
| 15 | Isis Simonetti    | P     | 19 ottobre 2003   | Brasile              |
| 16 | Kátia da Silva    | C     | 4 ottobre 2002    | Brasile              |
| 18 | Mayany de Souza   | C     | 24 novembre 1996  | Brasile              |
| 19 | Léia da Silva     | L     | 1º marzo 1985     | Brasile              |

## Mercato
| Acquisti | Acquisti          | Acquisti        | Acquisti   |
| R.       | Nome              | da              | Modalità   |
| -------- | ----------------- | --------------- | ---------- |
| S        | Maiara Basso      | Barueri         | definitivo |
| O        | Edinara Brancher  | Pinheiros       | definitivo |
| S        | Gabriela Cândido  | Fluminense      | definitivo |
| C        | Larissa Gongra    | Fluminense      | definitivo |
| C        | Letícia Hage      | Praia Clube     | definitivo |
| P        | Lyara Medeiros    | Praia Clube     | definitivo |
| S        | Milena Miranda    | Paranaense      | definitivo |
| S        | Aline Mossmann    | -               | definitivo |
| L        | Juliana Perdigão  | Praia Clube     | definitivo |
| O        | Franciane Richter | Jakarta Popsivo | definitivo |
| P        | Isis Simonetti    | Pinheiros       | definitivo |

| Cessioni                               | Cessioni           | Cessioni        | Cessioni   |
| R.                                     | Nome               | a               | Modalità   |
| -------------------------------------- | ------------------ | --------------- | ---------- |
| L                                      | Gabriella da Silva | Tandara Caixeta | definitivo |
| S                                      | Nicole de Oliveira | Mackenzie       | definitivo |
| S                                      | Thaís de Souza     | Merinos         | definitivo |
| L                                      | Letícia Gomes      | -               | ritirata   |
| S                                      | Sabrina Groth      | Brasília        | definitivo |
| P                                      | Ananda Marinho     | -               | ritirata   |
| O                                      | Ivna Marra         | Blumenau        | definitivo |
| P                                      | Laíssa Rosa        | São Caetano     | definitivo |
| S                                      | Jaqueline Schmitz  | ABEL            | definitivo |
| C                                      | Lorena Viezel      | Praia Clube     | definitivo |
| Trasferimenti nel corso della stagione |                    |                 |            |
| S                                      | Aline Mossmann     | Ser Educacional | definitivo |

## Risultati

### Superliga Série A

#### Girone di andata
| 1ª giornata - 8 novembre 2023 Ginásio Henrique Villaboim, San Paolo          | Pinheiros      | 3 - 2 | Bauru       | 27-25, 20-25, 21-25, 25-19, 16-14 |
| 2ª giornata - 17 novembre 2023 Ginásio Milton Feijão, São Caetano do Sul     | São Caetano    | 0 - 3 | Bauru       | 21-25, 21-25, 16-25               |
| 3ª giornata - 22 novembre 2023 Ginásio Poliesportivo Paulo Skaf, Bauru       | Bauru          | 3 - 1 | Fluminense  | 25-19, 25-18, 19-25, 25-21        |
| 4ª giornata - 27 novembre 2023 Ginásio do Tijuca Tênis Clube, Rio de Janeiro | Rio de Janeiro | 3 - 1 | Bauru       | 25-23, 25-17, 24-26, 25-21        |
| 5ª giornata - 14 dicembre 2023 Ginásio Poliesportivo Paulo Skaf, Bauru       | Bauru          | 3 - 1 | Osasco      | 19-25, 25-19, 25-21, 25-19        |
| 6ª giornata - 8 dicembre 2023 Arena Juscelino Kubitschek, Belo Horizonte     | Minas          | 3 - 0 | Bauru       | 25-19, 25-18, 25-23               |
| 7ª giornata - 11 novembre 2023 Ginásio Poliesportivo Paulo Skaf, Bauru       | Bauru          | 3 - 0 | Praia Clube | 25-23, 25-19, 25-16               |
| 8ª giornata - 20 dicembre 2023 Ginásio Sebastião Cruz, Blumenau              | Blumenau       | 1 - 3 | Bauru       | 17-25, 25-12, 15-25, 21-25        |
| 9ª giornata - 5 gennaio 2024 Ginásio Poliesportivo Paulo Skaf, Bauru         | Bauru          | 3 - 1 | Brasília    | 25-21, 20-25, 25-16, 25-17        |
| 10ª giornata - 9 gennaio 2024 Ginásio Francisco Bueno Neto, Maringá          | Amavolei       | 1 - 3 | Bauru       | 23-25, 23-25, 25-23, 26-28        |
| 11ª giornata - 14 gennaio 2024 Ginásio Poliesportivo Paulo Skaf, Bauru       | Bauru          | 0 - 3 | Barueri     | 21-25, 19-25, 14-25               |

#### Girone di ritorno
| 12ª giornata - 19 gennaio 2024 Ginásio Poliesportivo Paulo Skaf, Bauru     | Bauru       | 3 - 0 | Pinheiros      | 29-27, 25-17, 25-20        |
| 13ª giornata - 28 gennaio 2024 Ginásio Poliesportivo Paulo Skaf, Bauru     | Bauru       | 3 - 0 | São Caetano    | 25-9, 25-16, 25-10         |
| 14ª giornata - 1º febbraio 2024 Ginásio da Hebraica, Rio de Janeiro        | Fluminense  | 3 - 1 | Bauru          | 25-20, 22-25, 25-15, 25-22 |
| 15ª giornata - 6 febbraio 2024 Ginásio Poliesportivo Paulo Skaf, Bauru     | Bauru       | 0 - 3 | Rio de Janeiro | 11-25, 22-25, 19-25        |
| 16ª giornata - 11 febbraio 2024 Ginásio Professor José Liberatti, Osasco   | Osasco      | 3 - 0 | Bauru          | 25-17, 25-20, 25-16        |
| 17ª giornata - 23 febbraio 2024 Ginásio Poliesportivo Paulo Skaf, Bauru    | Bauru       | 1 - 3 | Minas          | 24-26, 25-18, 19-25, 19-25 |
| 18ª giornata - 28 febbraio 2024 Ginásio Oranides do Nascimento, Uberlândia | Praia Clube | 3 - 1 | Bauru          | 25-16, 25-22, 21-25, 25-13 |
| 19ª giornata - 8 marzo 2024 Ginásio Poliesportivo Paulo Skaf, Bauru        | Bauru       | 3 - 0 | Blumenau       | 25-11, 25-23, 25-21        |
| 20ª giornata - 11 marzo 2024 Ginásio Sesi Taguatinga, Brasilia             | Brasília    | 3 - 0 | Bauru          | 27-25, 25-19, 25-21        |
| 21ª giornata - 16 marzo 2024 Ginásio Poliesportivo Paulo Skaf, Bauru       | Bauru       | 3 - 0 | Amavolei       | 25-14, 25-21, 25-16        |
| 22ª giornata - 23 marzo 2024 Sportville CT, Barueri                        | Barueri     | 0 - 3 | Bauru          | 17-25, 18-25, 24-26        |

#### Play-off scudetto
| Quarti di finale (gara 1) - 26 marzo 2024 Ginásio Oranides do Nascimento, Uberlândia | Praia Clube | 3 - 2 | Bauru       | 16-25, 18-25, 25-23, 25-19, 15-11 |
| Quarti di finale (gara 2) - 29 marzo 2024 Ginásio Poliesportivo Paulo Skaf, Bauru    | Bauru       | 3 - 2 | Praia Clube | 21-25, 19-25, 25-23, 25-21, 15-9  |
| Quarti di finale (gara 3) - 3 aprile 2024 Ginásio Oranides do Nascimento, Uberlândia | Praia Clube | 3 - 2 | Bauru       | 25-17, 25-16, 21-25, 24-26, 15-12 |

### Coppa del Brasile
| Quarti di finale - 23 gennaio 2024 Ginásio Oranides do Nascimento, Uberlândia | Praia Clube | 3 - 2 | Bauru | 20-25, 19-25, 25-22, 25-16, 15-9 |

### Campionato sudamericano

#### Fase a gironi
| 1ª giornata - 14 febbraio 2024 Ginásio Paulo Skaf, Bauru | Bauru | 3 - 0 | Club San Martín | 25-7, 25-5, 25-12          |
| 2ª giornata - 15 febbraio 2024 Ginásio Paulo Skaf, Bauru | Bauru | 1 - 3 | Minas           | 19-25, 25-18, 24-26, 17-25 |

#### Fase finale
| Semifinale - 17 febbraio 2024 Ginásio Paulo Skaf, Bauru       | Praia Clube | 3 - 0 | Bauru        | 25-20, 25-19, 25-19        |
| Quarti di finale - 18 febbraio 2024 Ginásio Paulo Skaf, Bauru | Bauru       | 3 - 1 | Regatas Lima | 25-21, 25-15, 21-25, 25-21 |

## Statistiche

### Statistiche di squadra
| Competizione            | Punti | In casa | In casa | In casa | In trasferta | In trasferta | In trasferta | Totale | Totale | Totale |
| Competizione            | Punti | G       | V       | P       | G            | V            | P            | G      | V      | P      |
| ----------------------- | ----- | ------- | ------- | ------- | ------------ | ------------ | ------------ | ------ | ------ | ------ |
| Superliga Série A       | 37    | 12      | 9       | 3       | 13           | 4            | 9            | 25     | 13     | 12     |
| Coppa del Brasile       | -     | 0       | 0       | 0       | 1            | 0            | 1            | 1      | 0      | 1      |
| Campionato sudamericano | 3     | -       | -       | -       | -            | -            | -            | 4      | 2      | 2      |
| Totale                  | -     | 12      | 9       | 3       | 14           | 4            | 10           | 30     | 15     | 15     |

### Statistiche dei giocatori
| Giocatore    | Superliga Série A | Superliga Série A | Superliga Série A | Superliga Série A | Superliga Série A |
| Giocatore    | P                 | PT                | AV                | MV                | BV                |
| ------------ | ----------------- | ----------------- | ----------------- | ----------------- | ----------------- |
| K. Barbosa   | 21                | 97                | 78                | 16                | 3                 |
| M. Basso     | 21                | 228               | 201               | 15                | 12                |
| E. Brancher  | 25                | 359               | 313               | 42                | 4                 |
| G. Cândido   | 15                | 115               | 99                | 11                | 5                 |
| K. da Silva  | -                 | -                 | -                 | -                 | -                 |
| L. da Silva  | 24                | 0                 | 0                 | 0                 | 0                 |
| M. da Silva  | 24                | 269               | 195               | 62                | 12                |
| M. de Souza  | 25                | 222               | 144               | 70                | 8                 |
| L. Gongra    | 13                | 37                | 28                | 9                 | 0                 |
| L. Hage      | 10                | 2                 | 1                 | 1                 | 0                 |
| D. Lins      | 25                | 76                | 33                | 17                | 26                |
| L. Medeiros  | 17                | 1                 | 1                 | 0                 | 0                 |
| M. Miranda   | 14                | 44                | 35                | 6                 | 3                 |
| A. Mossmann  | -                 | -                 | -                 | -                 | -                 |
| J. Perdigão  | 13                | 0                 | 0                 | 0                 | 0                 |
| F. Richter   | 19                | 38                | 31                | 4                 | 3                 |
| I. Simonetti | 1                 | 0                 | 0                 | 0                 | 0                 |

P = presenze; PT = punti totali; AV = attacchi vincenti; MV = muri vincenti; BV = battute vincenti

NB: Non sono disponibili i dati relativi alla Coppa del Brasile e, di conseguenza, quelli totali.